# Ушаков, Иван Иванович
Ива́н Ива́нович Ушако́в (1870—1962) — член II Государственной думы от области Войска Донского.

## Биография

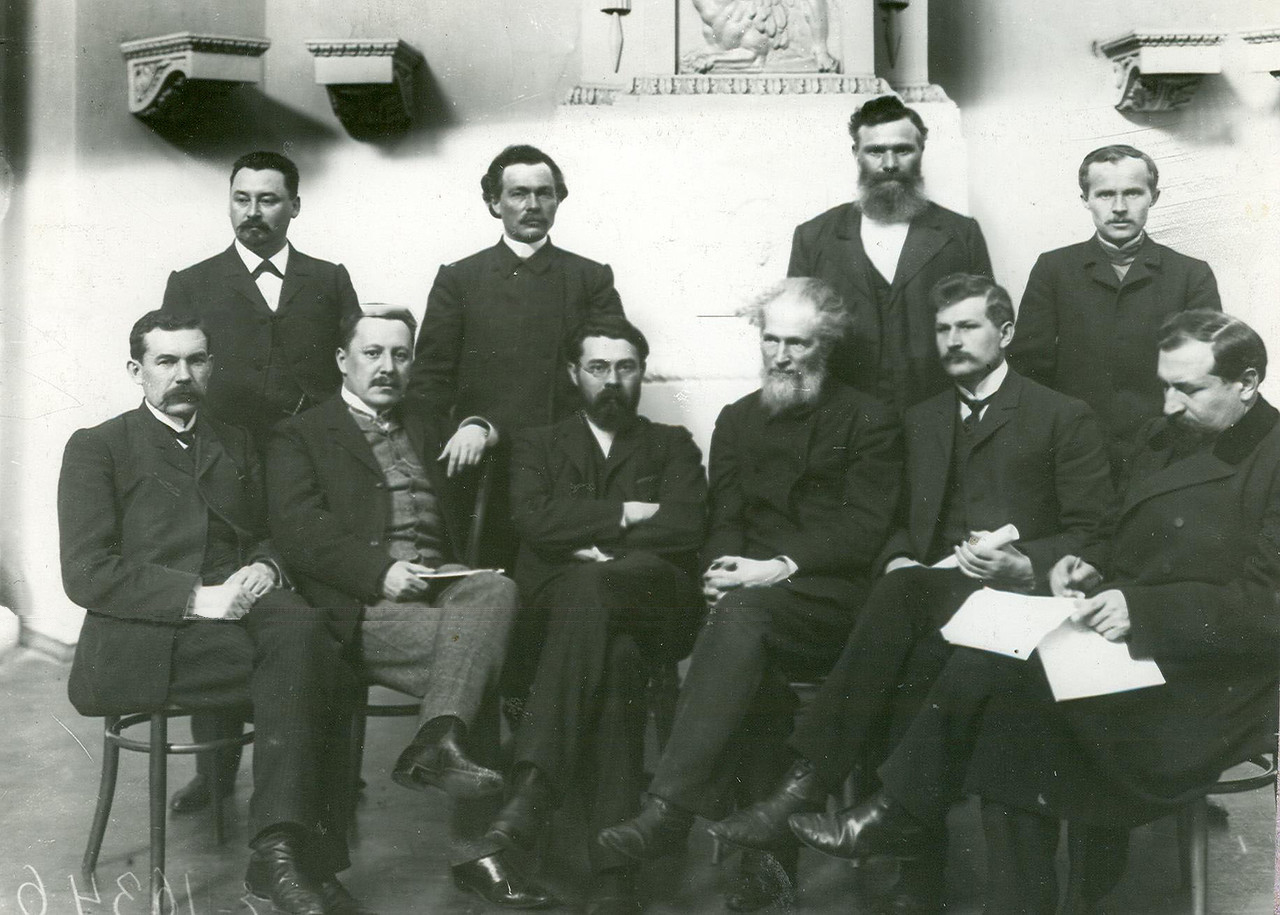
Члены Государственной думы II созыва от области Войска Донского. Стоят: К. П. Каклюгин, А. Ф. Панфилов, А. Г. Афанасьев, Н. В. Фомин. Сидят: М. С. Воронков, А. И. Петровский, В. А. Харламов, А. С. Петров, И. И. Ушаков, М. П. Араканцев

Православный, казак станицы Гундоровской.
По окончании Новочеркасской учительской семинарии в течение 15 лет служил народным учителем в станице Елизаветинской. При поддержке местного населения добился перевода высшей начальной школы на программу прогимназии, организовал при ней библиотеку и музей археологических находок. Кроме того, организовал ссудо-сберегательное товарищество. Дважды избирался станичным атаманом, но не был утвержден.
6 февраля 1907 года избран во II Государственную думу от съезда уполномоченных от казачьих станиц. Входил в Трудовую группу и фракцию Крестьянского союза, затем в Казачью группу. Состоял секретарем комиссии по народному образованию. Основал и издавал газету "Эхо Азова" (1913, 26 сентября — 1914, 24 августа).
После роспуска Думы состоял поверенным в судебных делах. Одновременно организовал и возглавил Азовское Общество взаимного кредита. Владел угольной шахтой и нефтяным промыслом в Грозном, организовал судоходное дело на Дону.
После Февральской революции был представителем станицы Елизаветинской на всех сессиях Донского войскового круга. В 1920 году эмигрировал через Константинополь в США. Его жена организовала в Нью-Йорке швейную мастерскую, позднее супруги приобрели земельный участок и построили дом в русском посёлке Чураевка в штате Коннектикут.
Умер в 1962 году. Похоронен на кладбище Саутбери, рядом с Чураевкой.